# Tachina venosa
Tachina venosa là một loài ruồi trong họ Tachinidae.